# Kettil Bruun
Kettil Edmund Bruun, född 6 januari 1924 i Helsingfors, död där 16 december 1985, var en finländsk sociolog, alkoholforskare och samhällsdebattör. Han var son till bibliotekarien Elsa Bruun.
Bruun blev politices doktor 1959. Han var 1955–1968 chef för Oy Alko Ab:s alkoholpolitiska forskningsinstitut och 1969–1980 forskningschef i Stiftelsen för alkoholforskning. Han utnämndes 1981 till professor i sociologisk alkoholforskning vid Stockholms universitet, men återvände sedermera till Finland. Han publicerade ett stort antal vetenskapliga arbeten och gjorde inlägg i samhällsdebatten, såväl i Finland som i Sverige. 